# さよなら渓谷
『さよなら渓谷』（さよならけいこく）は、吉田修一による日本の小説、およびそれを原作とする2013年の日本の映画。『週刊新潮』（新潮社）にて2007年7月26日号から同年12月27日号まで連載され、2008年6月に刊行された。

## あらすじ
都心からほど近い山間の景勝地の渓流で幼い男児の遺体が見つかり、間もなく男児の母親・立花里美が殺害容疑で逮捕される。事情聴取で黙秘を続けていた里美が、隣人の尾崎俊介と肉体関係があったと供述を始め、俊介の妻・かなこもそれを裏付ける証言をする。記者の渡辺一彦は、事件を取材するうちに尾崎夫妻の暗い過去にたどり着く。尾崎は大学時代、野球部のエースとして将来を嘱望されていたが、夏休みのある日仲間らと共に集団レイプ事件を起こす。そんな過去を持つ尾崎に対し、なぜか完全に否定的な気持ちを持つことができない渡辺は、同僚の小林と共に事件の周辺を洗いなおす。そこで明らかになったのは、事件の被害者である水谷夏美が自殺未遂のあと行方不明になっている、という残酷すぎる事実だった。
すでに死亡しているのではないかという二人の予想とは裏腹に、男と歩いていたという目撃情報があがった。湧き上がる胸騒ぎを抑えることができない渡辺。二人が確認した事実はあまりにも衝撃的だった。

## 登場人物
尾崎 俊介
桂川の市営団地に妻・かなこと暮らしながら、少年野球チームの臨時コーチを引き受けている。
大学時代に集団レイプ事件を起こし、執行猶予付きの判決を下された。事件後、大学を中退し、大学の先輩・大杉のコネで一流証券会社に入り、働きながら通信制の大学を卒業。営業成績もよく、エリートコースを歩み、大杉の妹との婚約もまとまったが、ある日突然失踪する。
尾崎 かなこ
俊介の妻（入籍はしていない）。化粧っけはないが、妙に色っぽさがある。観光温泉施設でパートをしている。
立花 里美
尾崎家の隣人。息子を殺害した容疑で逮捕される。
立花 萌
2週間前、桂川渓谷で遺体で発見された、里美の1人息子。先月に4歳の誕生日を迎えたばかりだった。
渡辺 一彦
里美を取材する記者。元ラグビー日本代表（補欠）だったが、足の怪我でラグビーを断念した。退職してからは、妻・詩織とは不仲になっている。
大久保
渡辺と共に里美を取材するカメラマン。
須田 保
取材車のドライバー。ドライバー派遣会社の契約社員。俊介とは和東大学時代の野球部仲間で、集団レイプ事件を起こして除籍になった。元中堅制作会社のディレクターで、番組オーディションに落ちた女性をホテルに誘うなどの問題行動が原因でクビになった。
小林 杏奈
渡辺の部下。入社して2年。お嬢様大学出身で、誰もがすぐに辞めると思っていた。
柳原 景子【仮名】
和東大学野球部員による集団レイプ事件で、被害者の水谷夏美と直前まで行動を共にし、犯行の一部を目撃していた少女。当時17歳。
佐伯 源一
和東大学野球部事務局主任。尾崎の過去を取材する渡辺に資料を提供する。
大杉
桜川証券上海支店の支店長。俊介の大学時代の先輩で、事件を起こし大学を中退した彼の就職の世話をした。
徳川
里美の事件を捜査する中年の刑事。
赤坂 良和
俊介の大学の後輩で、集団レイプ事件の従犯。大学中退後、バイトを転々しながら、傷害と薬物所持で逮捕された。薬物中毒による心臓麻痺で29歳で死亡。
藤本 尚人
俊介の大学の後輩で、集団レイプ事件の従犯。現在は、実家の建設会社「藤本建設」の取締役で、渋谷区松濤のマンションに妻子と居住。事件当時は未成年で、報道は大きくなかったため、事件後、別の大学に転入し卒業、アメリカのシカゴ大学大学院に留学し、帰国後、藤本建設に就職。
青柳 享
夏美の元夫。夏美が勤めるリース会社の取引先社員。夏美の会社で主催される山歩きの会に参加し、交際を経て結婚した。事件のことを知っても変わらず夏美を支えたが、結婚後に夏美が昔の友人と笑い合う様を見て、自分が笑われていると被害妄想するようになり、夏美に暴力をふるうようになる。
水谷 夏美
和東大学野球部集団レイプ事件の被害者。事件後、転校した学校でも事件の噂が広まり、友達ができなかったが、大学では明るく活発な印象に戻った。大学卒業後、大手損保会社に就職するも、社内恋愛の相手と社内に事件のことを知られ退職。小さなリース会社に勤務し、過去の事件と彼女の感情に理解を示してくれた取引先の男性と結婚するが、次第に暴力を振るわれるようになる。何度か自殺未遂を起こした後、失踪する。

## 書籍情報
- 単行本：新潮社、2008年6月20日発行、ISBN 978-4-10-462804-9
- 文庫：新潮文庫、2010年12月1日発行、ISBN 978-4-10-128754-6、解説：柳町光男[3]

## 映画
2013年6月22日公開。R15+に指定されている。主演は真木よう子。監督は『ケンタとジュンとカヨちゃんの国』が第60回ベルリン国際映画祭で上映されるなど海外からも注目されている大森立嗣。実の弟である大森南朋も夫婦の秘密を明らかにする週刊誌記者役で出演している。

### キャスト
- 尾崎かなこ - 真木よう子
- 尾崎俊介 - 大西信満
- 渡辺一彦 - 大森南朋
- 小林杏奈[5] - 鈴木杏
- 渡辺の妻 - 鶴田真由
- 井浦新
- 新井浩文
- 木下ほうか
- 三浦誠己
- 薬袋いづみ
- 池内万作
- 木野花
- 三村恭代
- 田中隆三
- 奥山奈々
- 日向丈
- 岡部尚
- 三浦景虎
- 浜崎茜
- 堀杏子
- 川畑和雄
- 藤本七海
- 瀧内公美

### スタッフ
- 監督 - 大森立嗣
- 脚本 - 大森立嗣、高田亮
- 原作 - 吉田修一 『さよなら渓谷』（新潮文庫刊）
- 撮影 - 大塚亮
- 美術 - 黒川通利
- 録音 - 吉田憲義
- 編集 - 早野亮
- 音楽 - 平本正宏
- プロデューサー - 森重晃
- ラインプロデューサー - 村岡伸一郎
- エンディングテーマ - 真木よう子 「幸先坂」（作詞・作曲：椎名林檎）
- 配給 - ファントム・フィルム
- 製作プロダクション - スターダストピクチャーズ、ステューディオスリー
- 製作 - 「さよなら渓谷」製作委員会（スターダストピクチャーズ、キングレコード、ファントム・フィルム）

### 製作
真木よう子にとっては『ベロニカは死ぬことにした』以来、7年ぶりの単独主演作となる。15年前に自分をレイプした男性と奇妙な夫婦生活を送る主人公という難役だったため、引き受けるには迷いがあったというが、作品自体に魅了されたことと、この役を他の女優に渡したくないという気持ちからオファーを受諾。演じるには女性としての覚悟が必要だったが、松田翔太や瑛太、松田龍平など大森監督を知る俳優仲間から前評判を聞いていた大森組という本当に信頼できるチームと撮影に臨めたこと、固形物を見ると吐くという状態になるくらい過酷な撮影の中でも支えてもらっていることの幸せが倍に感じられたことで乗り越えられたと振り返っている。
エンディングテーマも真木自身が担当している。真木が以前参加したアルバムを聴いた大森が「声の雰囲気がこの作品には合う」と思い、本人にオファー。これに真木は「自分は歌手ではないから」と最初はためらったが、信頼できる人と仕事ができるならとかねてよりファンで個人的に親交を深めていた椎名林檎に作詞作曲を依頼し実現した。

### 封切り
キャッチコピーは「ごく普通に見える夫婦。だがふたりは残酷な事件の被害者と加害者だった―。」であり、ネタバレを含んだこのキャッチコピーは議論を呼んだ。
東京・有楽町スバル座他、主要都市を中心に13スクリーンで封切られ、順次全国へと拡大。初日6月22日から7月7日までの16日間で動員3万4113人、興収4217万6900円を記録。公開3週目でも有楽町スバル座で前週比116%や大阪のシネ・リーブル梅田で130%など大都市の劇場では週を重ねるごとに興収が伸びており、夏休みの大作が多く公開された中でも映画ファンから一般の20代 - 60代にまで幅広く支持され、順調な興行を維持した。

### 評価
完成した作品を観た原作者の吉田修一からは、6月22日に有楽町スバル座で行われた初日舞台挨拶の場で「真木よう子という女優に出会えて本当に良かったと思います」「かなこを演じてくれて、本当にありがとうございました」など賛辞の言葉がオンパレードの手紙をサプライズで読み上げられ、真木は目にうっすら涙を浮かべて聞き入っていた。吉田はこの他にも真木との対談の場で「自分が書いたカギカッコの中の文章が、まったくニュアンスが違って聞こえたり、強くなったりする」「原作者の自分でさえ価値観がガラッと変わった」と作品自体にも評価の言葉を述べている。
世界四大映画祭の一つである第35回モスクワ国際映画祭のコンペティション部門出品に日本映画として唯一出品され、「洗練された演出と人間関係の深い理解」が審査員に評価され、審査員特別賞を受賞した。日本映画の同賞受賞は1965年の『手をつなぐ子ら』（羽仁進監督）以来、48年ぶり。モスクワ入りしていた大森立嗣監督、真木よう子、大西信満の3人は映画祭最終日の6月29日、レッドカーペットを歩いて授賞式会場に入場。トロフィーは大森が代表して受け取り、「僕の映画はいつも賛否が激しいのだけれど、自分がやってきたことが間違っていなかった。今回の作品は、次の新しい所へ向かっていく最初の1本」と喜びの言葉を述べ、その後行われた記者会見で真木よう子は「こんな素晴らしいチームが日本映画界にあるのなら、私は一生、女優を辞めたくない」と語った。

#### 受賞歴
- 第35回モスクワ国際映画祭 審査員特別賞
- 第5回TAMA映画賞[18][19]
  - 最優秀作品賞
  - 最優秀女優賞（真木よう子）
- 第38回報知映画賞 主演女優賞（真木よう子）[20]
- 第37回山路ふみ子映画賞 女優賞（真木よう子）[21]
- 第35回ヨコハマ映画祭
  - 日本映画ベストテン第6位[22]
  - 主演女優賞（真木よう子）[23]
- 第26回日刊スポーツ映画大賞 主演女優賞（真木よう子）[24]
- 第87回キネマ旬報ベスト・テン
  - 日本映画ベストテン 第8位
  - 主演女優賞（真木よう子）※『そして父になる』『すーちゃん まいちゃん さわ子さん』の演技と合わせて
- 第37回日本アカデミー賞 最優秀主演女優賞（真木よう子）[25]
- 第56回ブルーリボン賞 監督賞（大森立嗣）[26]
- 第23回東京スポーツ映画大賞 主演女優賞（真木よう子）
- 第18回日本インターネット映画大賞[27]
  - 主演女優賞（真木よう子）
  - 作品賞（ベストテン）　第8位
- 2013年度全国映連賞[28]
  - 女優賞（真木よう子）※『そして父になる』の演技と合わせて
  - 日本映画ベストテン第9位